# 現代の科学
現代の科学（げんだいのかがく）は、1969年4月7日から1972年3月までNHK教育テレビで放送されたテレビ番組である。

## 概要
一般向け科学番組であった。1つのテーマを講師の解説と討論によって問題を掘り下げる。

## 放送時間
- 1969年度：日曜日 19:00 - 20:00、月曜日 16:00 - 17:00
- 1970年度：日曜日 23:00 - 24:00、月曜日 16:00 - 17:00
- 1971年度：日曜日 19:00 - 20:00、月曜日 16:00 - 17:00

## 主なテーマ
- 地球再発見
- 災害・公害
- 生命とは何か
- 身体の中の闘い
- 無公害の技術システム
- 身体の中の公害
- 胃壁に見るこころ
- 性を決める情報
- 人間と機械の言葉